# Okharkot
Okharkot (nepalski: ओखरकोट) – gaun wikas samiti w zachodniej części Nepalu w strefie Rapti w dystrykcie Pyuthan. Według nepalskiego spisu powszechnego z 2001 roku liczył on 1039 gospodarstw domowych i 5494 mieszkańców (2963 kobiet i 2531 mężczyzn).